# JR九州821系電聯車
JR九州821系電聯車（日语：821系電車）是2018年（平成30年）登場的九州旅客鐵道的交流近郊形列車。

## 簡介
本列車的目的是取代老舊的415系列車。本列車是817系列車的後繼型號。繼811系1500番台之後，第二款採用最新技術的全SiC-MOSFET的主電路系統，與415系列車相比，其耗電功耗降低了約70％。主轉換器（CI）和靜態逆變器（SIV）的可靠性確保運輸安全穩定。
本列車的特點是每列列車都有兩個輪椅和嬰兒車空間。除了擴大座位寬度外，還在門口安裝了照明設備，以照亮腳下的月台空隙。室內安裝LED照明，採用半自動門，安裝四種語言的LCD顯示屏。

## 編成表
| 編成號碼    | ←小倉方向荒尾方向→ | ←小倉方向荒尾方向→ | ←小倉方向荒尾方向→ | ←小倉方向荒尾方向→ |
| 編成號碼    | (Mc)               | (T)                | (Tc)               |                    |
| UM001 - 007 | 0番台              | 0番台              | 0番台              |                    |

## 歷史
- 2018年（平成30年）
  - 1月26日：JR九州公布「821系」和「YC1系」[1]。
  - 2月20日：2編成6輛列車列車甲種運輸運往小倉綜合車輛基地。
  - 8月28日：UM002編成於鹿兒島本線的南福岡站至長崎本線的肥前旭站間開始試車。
  - 10月5日：在南福岡車輛區的竹下車輛調度處舉行傳媒發佈會[2]。
- 2019年（平成31年）
  - 2月6日：宣布本列車會於2019年3月16日投入服務。主要行駛於小倉到荒木之間的鹿兒島本線，該列車會與811系連結成七輛列車運行 [3][4]。
  - 3月16日：本列車正式投入服務。
- 2020年（令和2年）
  - 2月17日：增購車的2編成6輛列車甲種運輸運往南福岡車輛區[5]。
  - 3月14日：時刻表改正。鹿兒島本線從門司港到荒木間會添加821系運行[6]。